# Bourton-on-the-Water
Bourton-on-the-Water är en ort och civil parish i grevskapet Gloucestershire i England. Orten ligger i området Cotswolds och hade 3 296 invånare (2011).